# Bryan Heynen
Bryan Heynen (Bree, 3 de enero de 1997) es un futbolista belga que juega en la demarcación de centrocampista para el K. R. C. Genk de la Primera División de Bélgica.

## Biografía
Tras empezar a formarse como futbolista con el K. R. C. Genk, finalmente subió al primer equipo en la temporada 2014-15, haciendo su debut el 25 de julio de 2015 en un encuentro de la Primera División de Bélgica contra el Oud-Heverlee Leuven, encuentro que finalizó con un resultado de 3-1 a favor del conjunto de Genk.

## Selección nacional
El 23 de marzo de 2025 hizo su debut con la selección de Bélgica en el partido de vuelta de la promoción de ascenso y descenso de la Liga de Naciones de la UEFA 2024-25 ante Ucrania que ganaron por tres a cero.

## Clubes
| Club          | País    | Año   | Partidos | Goles |
| ------------- | ------- | ----- | -------- | ----- |
| K. R. C. Genk | Bélgica | 2015- | 334      | 35    |

## Palmarés

### Campeonatos nacionales
| Título                      | Club          | País    | Año  |
| --------------------------- | ------------- | ------- | ---- |
| Primera División de Bélgica | K. R. C. Genk | Bélgica | 2019 |
| Supercopa de Bélgica        | K. R. C. Genk | Bélgica | 2019 |
| Copa de Bélgica             | K. R. C. Genk | Bélgica | 2021 |